# Dani Iglesias
Daniel Iglesias Gago, detto Dani (Santiago di Compostela, 17 luglio 1995), è un calciatore spagnolo, centrocampista del CSA Steaua Bucarest.

## Carriera

### Club
Nato a Santiago di Compostela, è cresciuto nel settore giovanile del Deportivo La Coruña. Il 24 agosto 2013 ha esordito in prima squadra, disputando l'incontro di Segunda División perso per 0-1 contro il Córdoba; al termine della stagione raccoglie tre presenze con la prima squadra dei galleghi. Nel 2015 viene acquistato dall'Alavés, che lo gira in prestito al Guadalajara, militante in Segunda División B, per l'intera durata della stagione. Nel 2018 viene prestato ai croati dell'Istria 1961, contribuendo alla salvezza dei Verudeži. Nel 2019 si trasferisce a titolo definitivo al Rijeka, altro club croato di massima serie. Nel febbraio 2021 passa in prestito agli slovacchi dello Spartak Trnava fino al termine della stagione. Sempre nello stesso anno viene poi acquistato a titolo definitivo dal Sereď, rimanendo a giocare nella massima serie slovacca. Nel 2022 si accasa alla Dinamo Bucarest, neoretrocessa nella seconda divisione rumena.

### Nazionale
Ha giocato nelle nazionali giovanili spagnole Under-16 ed Under-17.

## Statistiche

### Presenze e reti nei club
Statistiche aggiornate al 19 marzo 2023.
| Stagione        | Squadra             | Campionato      | Campionato | Campionato | Coppe nazionali | Coppe nazionali | Coppe nazionali | Coppe continentali | Coppe continentali | Coppe continentali | Altre coppe | Altre coppe | Altre coppe | Totale | Totale |
| Stagione        | Squadra             | Comp            | Pres       | Reti       | Comp            | Pres            | Reti            | Comp               | Pres               | Reti               | Comp        | Pres        | Reti        | Pres   | Reti   |
| --------------- | ------------------- | --------------- | ---------- | ---------- | --------------- | --------------- | --------------- | ------------------ | ------------------ | ------------------ | ----------- | ----------- | ----------- | ------ | ------ |
| 2013-2014       | Deportivo La Coruña | SD              | 1          | 0          | CR              | 2               | 0               |                    | -                  | -                  |             | -           | -           | 3      | 0      |
| 2015-2016       | Guadalajara         | SDB             | 33         | 7          | CR              | 0               | 0               |                    | -                  | -                  |             | -           | -           | 33     | 7      |
| 2018-2019       | Istria 1961         | 1.HNL           | 20+2       | 1+0        | CC              | 0               | 0               |                    | -                  | -                  |             | -           | -           | 22     | 1      |
| 2019-2020       | Rijeka              | 1.HNL           | 10         | 0          | CC              | 2               | 0               | UEL                | 3                  | 0                  |             | -           | -           | 15     | 0      |
| 2020-feb. 2021  | Rijeka              | 1.HNL           | 2          | 0          | CC              | 0               | 0               | UEL                | 0                  | 0                  |             | -           | -           | 2      | 0      |
| Totale Rijeka   | Totale Rijeka       | Totale Rijeka   | 12         | 0          |                 | 2               | 0               |                    | 3                  | 0                  |             | -           | -           | 17     | 0      |
| feb.-giu. 2021  | Spartak Trnava      | SL              | 4+7        | 0          | CS              | 0               | 0               |                    | -                  | -                  |             | -           | -           | 11     | 0      |
| 2021-2022       | Sereď               | SL              | 15+9       | 0          | CS              | 1               | 0               |                    | -                  | -                  |             | -           | -           | 25     | 0      |
| 2022-2023       | Dinamo Bucarest     | L2              | 17+1       | 3+0        | CR              | 4               | 0               |                    | -                  | -                  |             | -           | -           | 22     | 3      |
| Totale carriera | Totale carriera     | Totale carriera | 121        | 11         |                 | 9               | 0               |                    | 3                  | 0                  |             | -           | -           | 133    | 11     |

## Palmarès

### Club

#### Competizioni nazionali
- Coppa di Croazia: 1

Rijeka: 2019-2020